# Вальдерсгоф
Вальдерсгоф (нім. Waldershof) — місто в Німеччині, розташоване в землі Баварія. Підпорядковується адміністративному округу Верхній Пфальц. Входить до складу району Тіршенройт.
Площа — 60,40 км2. Населення становить 4256 ос. (станом на 31 грудня 2020).